# Enzo Jemma
Enzo Jemma Junior (Lecce, 18 ottobre 1928 – Distretto di Şile, 27 maggio 1956) è stato un pedagogista e scrittore italiano.
È autore del romanzo "L'isola dimenticata", pubblicato nel 1962 dall'Editrice La Scuola, e del "Manuale pratico di educazione civica ad uso degli insegnanti", che gli permise di vincere il Premio Marzotto nel 1956.

## Opere
- Piccola città: manuale pratico di educazione civica ad uso degli insegnanti, Editrice La Scuola, 1957.
- L'isola dimenticata, Editrice La Scuola, 1962.